# Bolsa de mareo
«Bolsa de mareo» es una canción del grupo musical Los Tres, publicada en su cuarto álbum de estudio Fome, de 1997. Es el tema que abre el álbum (después del instrumental «Claus») y uno de los temas más populares de éste. Es un tema frecuente entre los recitales de la banda, además de su versión de estudio, hay registros en vivo en sus álbumes Arena y Freno de mano.

## Contenido
Para los fans, una de las canciones más explosivas y experimentales de Los Tres, «Bolsa de Mareo» fue elegida como primer sencillo por la misma agrupación que la consideró como un resumen de gran parte de lo que habla el disco y poseedora de un sonido bastante distinto de lo que hasta ahora habían hecho. Dentro del álbum la novedad sonora es la que más inspira y la más difícil de descubrir. El resto de las canciones, sus aproximaciones son más reconocibles aunque no por eso más fáciles.

## Historia
Escrita y compuesta por Álvaro Henríquez, «Bolsa de Mareo» tanto como su canción siguiente; «Toco Fondo» corresponden a un estado anímico bastante peculiar y que se explica en lo que Álvaro cuenta respecto a cómo surgió el primer sencillo de esta producción. 

Que se llame «Bolsa de Mareo» es por la sensación de estar siempre sin saber de dónde agarrarse que es la misma que siento cuando me subo a un avión, por eso se me ocurrió el nombre. Esa sensación es la misma que se puede aplicar en muchos aspectos de la vida y quizás por eso la escribí así, aunque uno nunca sabe.

Junto con esta sensación de los viajes, «Bolsa de Mareo», al igual que «Toco Fondo», hablan de que ya nada es suficiente y todo toma un sentimiento de hastío, de no dar más, aunque la lírica no debiera tomarse literal y es que Álvaro nunca sabe del porqué escribe las canciones pero sí se atreve a confesar que lo más probable es que estos temas tengan ese tipo de significado. Frente a eso, éste agrega:

Deben tener relación con todo lo que ha pasado antes, los discos y esa sensación de hastío, no entre nosotros, pero con el negocio de la música, con todo lo que implica tener un grupo, ser famosos, tener plata... Para mi «Bolsa de Mareo» es lo que yo quería decir o era así cómo lo quería hacer, porque siempre que hago letras quiero decir algo, entonces el tema era del cómo hacerlo. «Bolsa de Mareo» nació en un lugar insólito, eso es lo que me gusta porque nunca sabes cuando va a llegar la cosa.

## Video musical
El tema cuenta con un videoclip para promocionar el álbum. El vídeo, que empieza con los miembros de la banda tocando en un baño, representa variados temas como la locura, la angustia, la lujuria, etc. Representados por la historia de cada uno de los miembros de la banda. El vídeo fue grabado en el edificio Torre Telefónica de Chile, Plaza Italia. 

## Versiones
Aparte de su versión de estudio existen versiones en vivo registradas en sus álbumes Arena y Freno de mano. Es un tema frecuente en los recitales de la banda. Además, en el 2011 en conmemoración de los 15 años de la aclamada placa MTV Unplugged, la banda revive esa sesión con un concierto totalmente acústico, con el fin de incluir nuevos temas de su repertorio en acústico, entre ellos estaba Bolsa de Mareo.

## Trivia
- Es el primer tema de la banda en donde se usa una lap steel, instrumento que se volvería frecuente en los siguientes álbumes de Los Tres.
- Durante el estribillo la batería usa el ritmo de la canción de The Beatles, «Tomorrow Never Knows».
- Las actrices que aparecen en el vídeo musical con Roberto Lindl ya habían aparecido en anteriores vídeos de Los Tres, además de una de ellas volver a aparecer en el vídeo de «Olor a gas».